# Šeptání

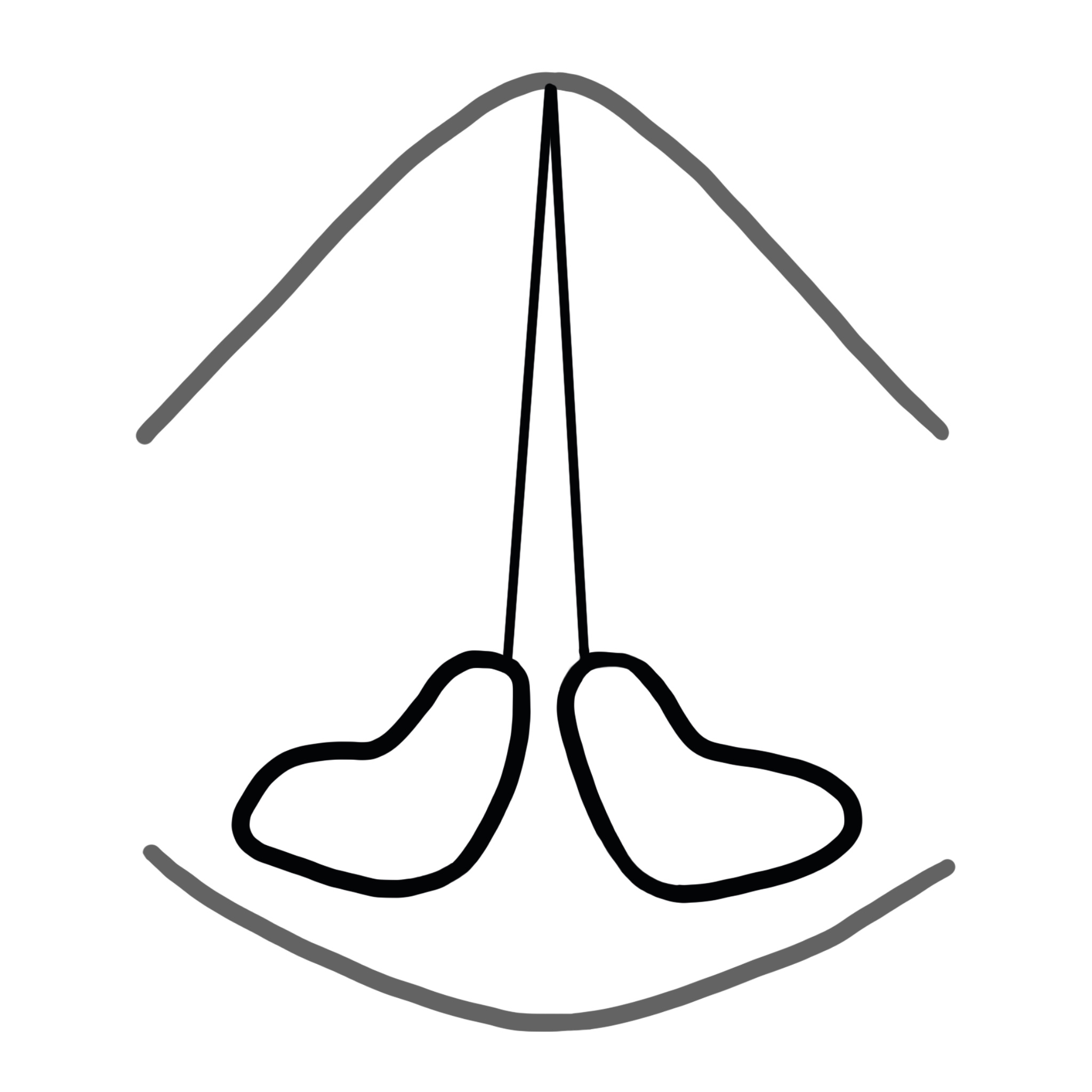
Postavení hlasivek při šepotu.

Šepot je způsob fonace, který se obvykle používá v situacích, kdy je třeba zachovávat ticho. Při šeptání hlasivky nekmitají, a tak nedochází ke tvorbě základního tónu hlasu. Zároveň ale nejsou hlasivky zcela otevřené jako při běžném dýchání. Hlasivkové vazy jsou při šepotu přiblížené a mezi hlasivkovými chrupavkami je trojúhelníkovitá štěrbina. Strikturou prochází vzduch, čímž vzniká šum. Jednou z vlastností šumu je nepravidelný průběh, nelze tedy určit jeho základní frekvenci.
O šepotu se traduje, že je nezdravý a škodí hlasivkám. Ačkoli existuje velké množství lidí, u kterých se tato domněnka potvrzuje, u jiných může být šepot obdobně náročný jako modální fonace a ukazuje se, že v některých případech je dokonce pro hlasivky zdravější. Lze se tak domnívat, že škodlivost či prospěšnost šepotu závisí na technice produkce každého jednotlivce. Zdravější techniku šepotu si nejspíše navíc lze na základě instrukcí osvojit. Není tedy možné ono odvěké tvrzení potvrdit ani vyvrátit.

## Využití šepotu

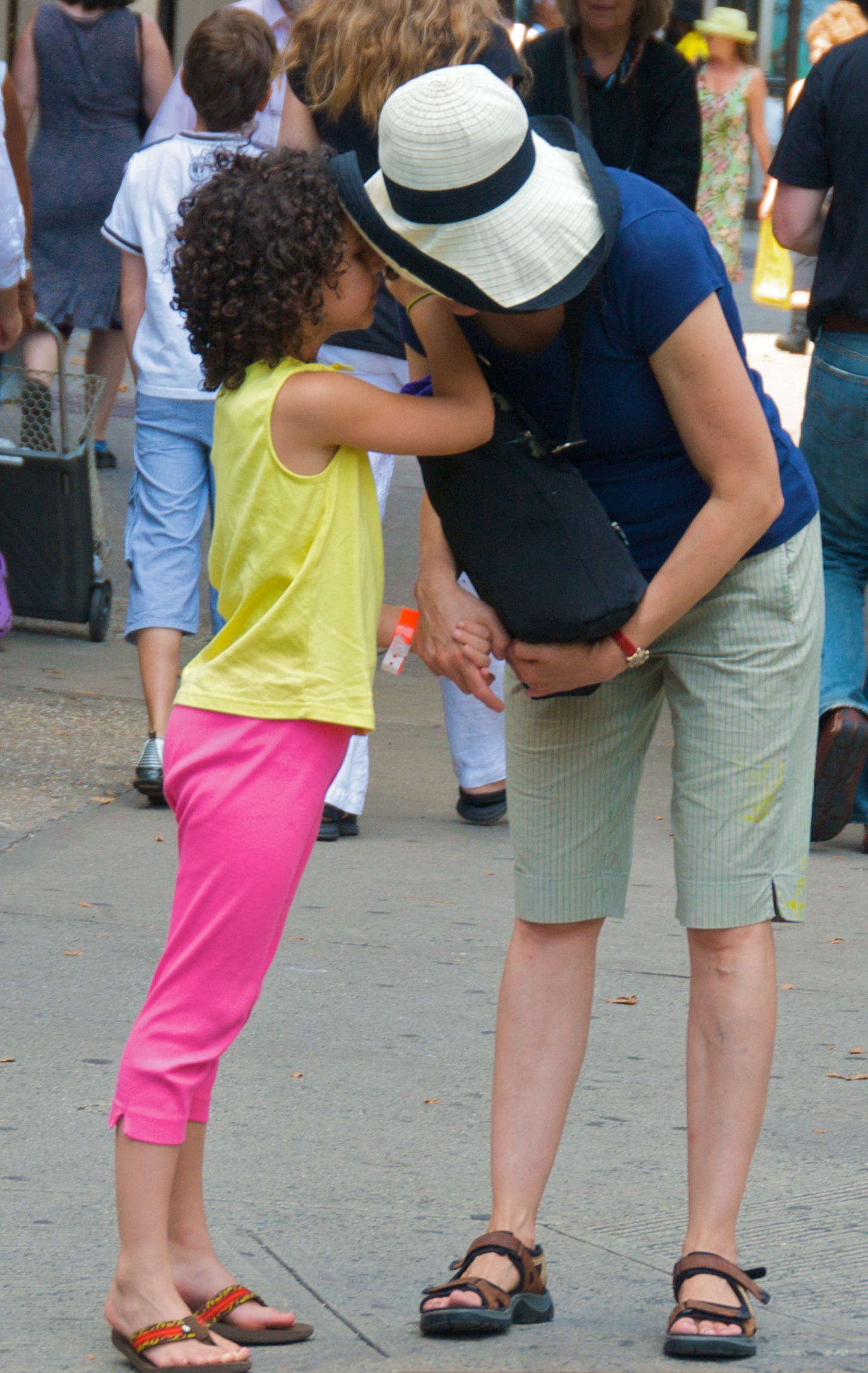
Holčička šeptá.

Šepot je méně obvyklou formou komunikace než běžná řeč, je ale přesto často využívaný ve specifických kontextech na veřejnosti i v domácím prostředí. Ve veřejném prostoru bývá důvodem k šepotu snaha nerušit okolí nebo sdělit důvěrnou informaci pouze konkrétní osobě, což může v okolí vyvolat nelibé reakce. V soukromí bývá šepot využíván k vyjádření náklonnosti blízké osobě či jako výzva k vzájemné interakci.
Dalším příkladem využití šepotu jsou například některá hlasová a herecká cvičení, která vyžadují, aby se člověk soustředil plně na dech a pohyb svalů v těle, a tak volí varianty řeči, při kterých činnost hlasivek od tohoto cíle neodvádí pozornost.
V posledních letech je šepot také velmi rozšířeným prostředkem tvorby videí a zvukových nahrávek s cílem navodit příjemné pocity posluchače zvaných ASMR.

## Počátky výzkumu šepotu
První známý výzkum vlastností šepotu provedl v roce 1830 Déleau, když zkusil zavést elastickou trubici skrz nos do hltanu, uzavřel glotis, trubicí pustil vzduch, čímž simuloval proud vzduchu procházející hlasivkami při šepotu, a zkusil artikulovat. Vzniklá sekvence zvuků byla dostatečně srozumitelná, aby ji bylo možno považovat za řeč, zároveň se také podobala šepotu. Bylo tedy možné na základě tohoto pokusu usoudit, že hlasivky při šepotu nekmitají.
V 50. letech 19. století potom šepot využil F. C. Donders, který podle nejsilnější složky sluchem zachytitelné v šepotu určoval rezonance vokálů (později nazvané formanty). Základem jeho postupu byl předpoklad, že ústní dutina umocní určité rezonance proudu vzduchu procházejícího přes hlasivky nastavené na šepot. Donders vždy šeptaný vokál dlouze držel a poslechem určil hudební tón (frekvenci), kterému vyprodukovaný šum odpovídal. U vysokých a středových zaokrouhlených vokálů se mu při dostatečně silném proudu vzduchu dařilo přejít až do pískání, podle kterého snáze rezonanci určil.
V rámci rozsáhlé studie zaměřené na rezonance vokálů v závislosti na kvalitě potom jako jednu z metod využil srovnání šepotu s čistým tónem a přechod z šepotu do pískání i Hermann von Helmholtz. Ten vedle sluchu k určování rezonancí využil i rezonátory a ladičky, čímž mohl dojít k přesnějším výsledkům než předtím Donders. Helmholtz svou studií položil základ pozdějšímu zkoumání formantů, užití šepotu k těmto účelům však není příliš známou metodou, s technologickým pokrokem jsou navíc upřednostňovány jiné, objektivnější, metody, které se tolik neopírají o poslechovou analýzu.

## Akustické vlastnosti šepotu
Ve srovnání s modální fonací má šepot ve spektru nižší amplitudy v nižších frekvencích. Má také nižší intenzitu, a je tedy znatelně tišší. Tempo řeči bývá v šepotu pomalejší a trvání všech hlásek je delší než v modální fonaci. I přes nepřítomnost hlasivkového tónu v šeptaných vokálech stále nalézáme formanty, které jsou zásadní pro rozlišení kvality vokálů.
Přestože je šepot srozumitelnou formou komunikace, k rozpoznání šeptané řeči na segmentální i suprasegmentální úrovni nemusíme nutně využívat stejných mechanismů jako při rozpoznání běžné řeči v modální fonaci. Například k rozlišení aspektů řeči, které jsou v modální fonaci spojeny se základní frekvencí, jako je například znělost a intonace, mohou kromě sekundárních vlastností přítomných i v modální fonaci sloužit i jiné (kompenzační) prvky, které v běžné modální fonaci takový vliv na vnímání nemají.

### Znělost v šepotu
Při šeptání je možné rozlišit znělé a neznělé souhlásky, neboť přítomnost základní frekvence není jediným vodítkem pro rozlišení znělosti. Znělostní protějšky z akustického hlediska mohou být odlišeny například trváním nebo různými spektrálními vlastnostmi signálu. Některé znělostní hláskové páry se mohou také lišit z hlediska artikulace, která není typem fonace ovlivněna.

### Melodie v šepotu
Při šeptání je rovněž možné rozlišit i intonaci, kterou může mluvčí vytvářet i dalšími způsoby kromě modifikace hlasivkového tónu. I přes nepřítomnost hlasivkového tónu dochází při modifikaci melodie v šepotu z fyziologického hlediska k obdobným úkonům jako v modální fonaci. Hrtan se stejně jako při běžné řeči hýbe nahoru a dolů v závislosti na požadované výšce. Při změně pomyslného hlasivkového tónu v šepotu se mění různé akustické parametry, jako jsou například formanty, spektrální sklon nebo spektrální těžiště. Posluchač melodii v šepotu vnímá na základě souhry těchto akustických vodítek.
U rozpoznání znělosti a melodie v šepotu hraje svou roli samozřejmě také jazykový a situační kontext, bez kterého komunikace nemůže probíhat.